# Iridopelma
Genre
Iridopelma est un genre d'araignées mygalomorphes de la famille des Theraphosidae.

## Distribution
Les espèces de ce genre sont endémiques du Brésil.

## Liste des espèces
Selon World Spider Catalog (version 14.0, 2013) :
- Iridopelma hirsutum Pocock, 1901
- Iridopelma katiae Bertani, 2012
- Iridopelma marcoi Bertani, 2012
- Iridopelma oliveirai Bertani, 2012
- Iridopelma vanini Bertani, 2012
- Iridopelma zorodes (Mello-Leitão, 1926)

## Publication originale
- Pocock, 1901 : Some new and old genera of South American Avicularidae. Annals and Magazine of Natural History, sér. 7, vol. 8, p. 540-555 (texte intégral).